# ʿAqīqa
ʿAqīqa (arabisch عقيقة) bezeichnet im Islam das zeremonielle Schlachten eines Opfertiers am siebten Lebenstag eines Neugeborenen sowie auch das Opfertier selbst. Die Zeremonie umfasst auch die Rasur des Haupthaares des Kindes sowie, falls noch nicht erfolgt, die Namensgebung. ʿAqīqa ist eine Form von Sadaqa und ebenso sunna mu'akkada (bestätige Sunna) und in der muslimischen Gemeinde sehr weit verbreitet.
Es gehört zu den Pflichten des Vaters.

## Ablauf
Am siebten Tag, oder, falls dies nicht möglich ist, an einem Vielfachen von sieben nach der Geburt, jedoch spätestens bis zur Pubertät, werden dem Neugeborenen die Haupthaare rasiert. Oft wird das Gewicht des geschorenen Haares mit Silber aufgewogen und der Gegenwert an Bedürftige gespendet. Außerdem wird für ein Mädchen ein Schaf, für einen Jungen zwei Schafe geschlachtet, alternativ Ziegen, Widder oder ähnliches, sofern die Familie finanziell dazu in der Lage ist. Auch dieses Fleisch wird an Bedürftige gegeben. Oft gibt es die Möglichkeit, das Opfertier gleich in einem anderen Land schlachten zu lassen und das Fleisch vollständig zu spenden. Meist werden zur ʿAqīqa-Feier viele Freunde und Verwandte eingeladen.
Fällt die ʿAqīqa in den Zeitraum des Haddsch und des Opferfestes, so ist es erlaubt, die Pflichthandlung (Schlachten des obligatorischen Opfertieres) mit der Sunna-Handlung (ʿAqīqa) zu kombinieren.

## Religiöse Grundlage
Grundlagen für ʿAqīqa finden sich ausschließlich in der Sunna des Propheten Mohammed sowie den Hadith.
Es ist eine auszuführende Sunna-Handlung, allerdings wird das Unterlassen auf Grund von Nichtwissen oder weil die finanziellen Mittel fehlen nicht bestraft.